# George Bell
George Kennedy Allen Bell (4. února 1883 – 3. října 1958) byl anglikánský teolog a duchovní, děkan z Canterbury (1924-1929) a biskup z Chichesteru (1929-1958). Byl vůdčí osobností ekumenického hnutí a jako člen Sněmovny lordů proslul jako vytrvalý odpůrce kobercového bombardování německých měst.
| „                                     | Jak je možné, že Válečný kabinet nevidí, že tato rostoucí devastace měst ohrožuje samé kořeny civilizace? | “ |
| — George Bell ve Sněmovně lordů, 1944 | |   |